# Simon Senn
Pour les articles homonymes, voir Senn.
Simon Senn (né en 1986 à La Chaux-de-Fonds) est un artiste suisse. Il travaille principalement avec la vidéo et la performance, en explorant les effets de la technologie sur les relations humaines,,,.

## Biographie
Simon Senn a étudié à la Haute école d'art et de design Genève (HEAD – Genève) et au Goldsmiths College à Londres, où il a obtenu un Master of Fine Arts en 2011. Senn a reçu le Prix Kiefer Hablitzel en 2009, le Prix fédéral d'art en 2011 et une Bourse culturelle de la Fondation Leenaards en 2021. Il est représenté par la galerie Nicola von Senger. Son travail a notamment été exposé à la Liverpool Biennial, au ICA à Londres, au Kunstmuseum Bern et à la Northern Gallery for Contemporary Art (NGCA).
Sa première création pour le théâtre, Be Arielle F, est présentée en 2020 au Festival d'Automne à Paris, en France. La même année, avec la collaboration de Tammara Leites, il conçoit dSimon, la première intelligence artificielle à être sur une scène de théâtre.